# 金重陽平
金重 陽平（かねしげ ようへい、1982年10月8日 - ）は、岡山県備前市出身の俳優。エアーズロック所属。

## 人物
岡山県立岡山城東高等学校卒。武蔵野美術大学中退。
身長175cm。体重72kg。血液型B型。
趣味はサイクリング。特技は料理、けん玉、ラグビー、乗馬。

## 出演作品

### テレビドラマ
- 遺留捜査（テレビ朝日）
  - （2012年） - 店長
  - （2015年） - 北野
  - （2017年） - バー店主
- 警視庁捜査一課9係（テレビ朝日）
  - （2012年） - 店員
  - （2013年） - 警官
- 土曜ワイド劇場 / ゴーストライターの殺人取材2（2015年、テレビ朝日） - ホテルウェイター
- 大型時代劇（BS朝日）
  - 大江戸事件帖 美味でそうろう（2015年） - 弁太
  - 紀州藩主・徳川吉宗（2019年） - 佐吉
- 刑事7人（2016年、テレビ朝日） - 足立健司
- 高島屋と美の世界（2016年、フジテレビ） - 四代 飯田新七
- 日曜ワイド→日曜プライム（2018年、テレビ朝日）
  - 警視庁さがし物係 - 刑事
  - CHIEF〜警視庁IR分析室〜 - 中谷圭介
- 騎士竜戦隊リュウソウジャー（2019年、テレビ朝日） - DONじろう
- 特捜9（テレビ朝日）
  - （2020年） - マンションの住人
  - （2022年） - 久保地良太
- 仮面ライダーガヴ（2024年、テレビ朝日） - 岩清水克美、グラニュート・ディーン（声）

### テレビ番組
- ザ!世界仰天ニュース（2022年、日本テレビ） - 鍵業者

### 映画
- 学校をつくろう（2011年、ゴー・シネマ） - 幕府軍兵士
- 白ゆき姫殺人事件（2014年、松竹） - 声の出演

### 舞台
- 蟻の巣（2008年）
- 月光の在り処（2009年）
- のぞまれずさずかれずあるもの（2010年）
- 髪結う時（2011年）
- 愛、あるいは哀、それは相。（2012年）
- 口紅を初めてさした夏（2012年）
- SOUL BLANKER～君の隣にいるから～（2013年）
- 朗読パフォーマンス「とびら」（2013年）
- オペンタゴン（2014年）
- バスジャック協奏曲（2014年）
- 昭和歌謡コメディ 築地ソバ屋笑福寺（2014年）
  - 昭和歌謡コメディvol.3 築地ソバ屋笑福寺（2015年）
- SEVENMEN SIXWOMEN（2014年） - 主演
- SIMPLY BECAUSE IMITATION（2015年）
- 絡縺 RAKU-REN（2015年）
- 愛しの☆ギョレンジャー（2016年）
- Only Stupid They（2016年）
- キズ絆（2017年）
- Salvage〜最期の贈り物〜（2018年） - 三枝勇次
- Braggart cards（2018年）
- DOWNTOWN-HOTEL（2019年）
- 花は巡りて（2019年）
- ミュージカル「鬼の鎮魂歌（レクイエム）」（2022年、愛媛公演） - イル
- 血の氷柱（2024年）[3]

### CM
- アリコジャパン 「ずっとスマイル・夫から妻へ篇」（2011年）
- めちゃコミック 「ワンさか無料配信中! 篇」（2014年）
- nanaco（2017年） - 父親
- BATグループ glo（グロー）電子タバコ（2022年）

### VP
- 日立製作所（2015年）
- nanaco スローガン動画（2016年）
- 休暇村南淡路（2017年）

### WEB
- フレイム（2009年）
- 大幸薬品 正露丸（2018年）
- ツムラ WEBムービー「違いを知ることからはじめよう。#わたしの生理のかたち」（2018年）

### ラジオ
- ～夕刊ラジオ～ レディオモモ（2013年、岡山シティエフエム）
- アンクル岩根の岡山ライブラリー（2013年、岡山シティエフエム）